# ブタメン
『ブタメン』（Butamen）は、株式会社おやつカンパニー（本社三重県津市）が製造・販売しているミニサイズのカップ麺であり駄菓子。

## 概要
もとは「ベビースター当りラーメン」のしょうゆ味、カレー味に次ぐ3番目の味として、1993年（平成5年）に発売された「ブタメン（とんこつ味）」が人気商品となり独立したものである。1980年代後半から流行した豚骨ラーメンを新たなフレーバーに選定し、開発担当者が九州に出張し現地のラーメンを片っ端から食べ、味を再現した。福岡の豚骨ラーメンの中でも、福岡市周辺のサッパリした味がモデルになったという。インパクトのあるネーミングと親しみやすいパッケージにするため、“とんこつ＝ブタ”ということから「ブタメン」という名前になった。
カップ麺の駄菓子という珍しい形態の商品で、駄菓子屋では他の駄菓子をトッピングに食べる光景も見られた。とんこつ味、しょうゆラーメン、タン塩味ラーメン、カレーラーメンの4つの定番の味の他、これまでに、にんにくダイナマイト味（2007年発売）、メキシカンチリ味（2007年発売）、うまうまあんかけ味（2008年）、ペペロンチーノ味（2010年）、コーンポタージュ味（2011年）などが発売されている。
とんこつ味の具材が「ごま」だけであることについて、おやつカンパニーの担当者は「前はいろいろこだわって入れたんですけれども、結局入れないほうが喜ばれまして。シンプルがいいようです。」と語っている。また、担当者のおすすめレシピとして「チーズがけが一番おいしいと思います。粉チーズやとろけるチーズはクリーミー感が合わさって洋風になるんですよ。あと少しソースなんかを入れると、意外とコクが出ておいしくなります。」と語っている。
2012年にブタメンを使ったレシピのアイディアを募集する企画が行われ、タン塩味を使い優秀作品に選ばれた「トマトイタリアンブタメン」などのレシピがブタメンのwebサイトで紹介されている。
ブタメンの箱にプラスチック製のフォークが同梱され販売店で無償配布されていたが、販売価格の維持や環境問題などを鑑み、2022年2月14日生産分から同梱が廃止された。

## アタリ付き
当初、ブタメンも多くの駄菓子と同じくアタリが付けられ、蓋を開いて「アタリ」が出ればもう一つブタメンがもらえる形態だった。しかし駄菓子屋が減少しコンビニやスーパーへと売り場が移行し、その場で食べる機会が減ったことから、2008年7月7日、おやつカンパニーHPにて「当たり付きのブタメンを廃止する」ことが発表された。これにより、ブタメン全種類のパッケージに表記されていた「当たりつき」の文字も消えた。
その後はマークを集めてキャンペーンに応募する形態に変更された。過去の景品にブタメンタオル、ブタメンロゴ入りチェキ、ブタメンオリジナル「ナノブロック」、ブタメンオリジナルQUOカード、とこトン!ブタメンお楽しみセット（ミニどんぶり・フォーク・キッチンタイマーの3点セット）、えらべるPay2,500円分＆ブタメンオリジナルカードケースなどがある。

## 商品一覧
販売中商品
- ブタメンとんこつ味
- ブタメンしょうゆラーメン
- ブタメンタン塩味ラーメン
- ブタメンカレーラーメン
- ブタメンうま辛とんこつ味
- ブタメンシーフード味（ドン・キホーテ限定）
- ブタメン和風らーめん味（ダイソー限定）
- ブタメンえびぱいたん味（ダイソー限定）

過去販売商品（限定商品も含む）
- 当りブタメンカルビ味キムチ風味
- 当りブタメンチキン味
- 当りブタメンにんにくダイナマイト味
- 当りブタメンメキシカンチリ味
- 当りブタメンみそラーメン味
- 当りブタメンうまうまあんかけ味
- ブタメンカルビキムチ風味ラーメン（期間限定）
- ブタメンCoCo壱番屋監修チーズカレー味
- ブタメンタンタンメン味
- ブタメンブタキムチ味
- 〆のブタメンこってりとんこつ味
- 〆のブタメンあっさりしょうゆ味
- 〆のブタメンあっさりみそ味
- 当りら〜めんブタメンとんこつ味
- 当りら〜めんブタメンタン塩味
- ご当地ブタメン沖縄そば味（数量限定）
- ご当地ブタメン熊本ラーメン味（数量限定）
- ご当地ブタメン北海道みそバターラーメン味（数量限定）
- ご当地ブタメン北海道スープカレー味（数量限定）
- 20周年ブタメンピリ辛とんこつ味
- 20周年ブタメン坦々麺味
- リッチブタメン伊勢えびラーメン味
- めでたいブタメン海鮮ダシ味
- ブタメン焼きそばソース味
- ブタメンカレー焼きそば
- ブタメン パスタ ペペロンチーノ味

その他
- ブタメン焼そばとんこつ味
- ブタメンBIG とんこつ味
- ブタメンBIG わさびキレ辛とんこつ味
- ブタメンBIG カルビ味キムチ風味
- ブタメン激辛とんこつ味
- ブタメン三元豚味（ゲームセンター限定）
- 生ブタメン 佐野ラーメン醤油味（栃木限定）
- 生ブタメン 富山ブラック味（北陸限定）

関連商品
- ブタマゴとんこつ風味
- ブタマゴしょうゆ風味
- ブタメントッピンブーチャーシュー味
- ブタメンニンニク
- ブタメンジャーキーチャーシュー風味
- ブタメン丸 とんこつ味
- ブタメン丸 タン塩味
- ブタメンポテトチップス
- ブタメンチップス ワンタン風味
- ブタメンチップス ピリ辛ラー油味
- 替え玉風ブタメン
- ブタメンスナック
- ブタメンくんのグミ ブタメングミピーチ味
- ブタメンクッキー
- ブタメンの鼻まんじゅう
- ブタメン入浴剤 全5種類
  - 「ローズの香り」「カモミールの香り」「ジャスミンの香り」「しゃぼんの香り」「ひのきの香り」

### コラボレーションしたキャラクター
- おそ松さん（ハイブリッドおでん味）
- KIRIMIちゃん.（シーフード味）
- ぐでたま（たまご入りぐでとろしょうゆ味、たまご入りしおとんこつ味）
- シン・ゴジラ（激辛とんこつ味）
- 新世紀エヴァンゲリオン（シンジの味噌汁風味噌ラーメン、レイのにんにくラーメン、ミサトのカレーラーメン）
- だがしかし（明太マヨ味）[8]

### コラボレーションした商品
- 2018年9月、山芳製菓とのコラボにより、山芳製菓から「ブタメンポテトチップス（とんこつ味）」を、おやつカンパニーから「ブタメン（わさビーフ味）」を、それぞれ発売した[9]。
- 2021年7月、ベビースターラーメンとコラボした商品が東日本エリアのみで発売された[10]。
- 2023年6月、『月刊コロコロコミック』とコラボした商品「ブタメンパフスナック とんこつ味」と「ブタメン太麺スナック とんこつ味」を発売[11]。パッケージには漫画のイラストが使用される[11]。

## ブタメンくん
商品キャラクターはブタメン発売時に企画担当者が考案したものである。イラストの目のぐるぐるは、「あまりのおいしさに目が回っている」ところを表現している。
2019年5月、ベビースターの「ホシオくん」と「ブタメン」がLINEスタンプになって登場した。
商品キャラクターには長く正式な名前がなかった（社内では「ブタメンくん」と呼ばれていた）が、2021年3月にTwitterで投票が実施され、ブタメンくん、ブースケ、ブタノスケ、ブタッピーの4つの中からブタメンくんが選ばれた（得票割合はブタメンくん40％、ブースケ28％、ブタノスケ20％、ブタッピー12％）。
「ブタメンくん」の名前が発表された日（2021年4月12日）にちなみ、2025年に毎年4月12日が日本記念日協会認定の「ブタメンの日」となった。

## CMキャラクター
- 友近（2009年、歌のお姉さん編・ラブストーリー編・ブタメンのうた編）

## 漫画
『月刊コロコロコミック』（小学館）で2012年8月号から2013年1月号まで、ブタメンのキャラと男の子との日常を描くギャグ漫画『トコとん!ブタメン』が連載された。漫画は土田しんのすけが担当。
また、ブタメンを題材とした日常ギャグ漫画『ブタメン』が、『月刊コロコロコミック』2023年1月号から2025年4月号まで連載された。漫画はおごしゆうが担当。
- おごしゆう『ブタメン』小学館〈コロコロコミックス〉、全3巻
  1. 2023年7月28日発売[16][20]、ISBN 978-4-09-143628-3
  2. 2024年3月28日発売[21]、ISBN 978-4-09-143698-6
  3. 2025年3月28日発売[22]、ISBN 978-4-09-154014-0